# Hauvalansaari
Hauvalansaari är en ö i Finland. Den ligger i sjön Vuorijärvi och i kommunen Joutsa i den ekonomiska regionen  Joutsa ekonomiska region  och landskapet Mellersta Finland, i den södra delen av landet, 190 km norr om huvudstaden Helsingfors. Öns area är 5 hektar och dess största längd är 360 meter i sydöst-nordvästlig riktning.